# Boswachterij Amerongse Berg
Boswachterij Amerongse Berg is een natuurgebied van Staatsbosbeheer in de Nederlandse provincie Utrecht. Het omvat een deel van het Amerongsche Bosch en het Zuilensteinse Bos.
Sinds 2003 is de boswachterij onderdeel van Nationaal Park Utrechtse Heuvelrug.
Het gedeelte van het Amerongsche Bosch dat eigendom is van Staatsbosbeheer ligt ten oosten van de Bergweg tussen Amerongen en Overberg, grofweg tussen de Vlakke Berg en het Egelmeer. Ten westen van de Bergweg is het gehele Zuilensteinse Bos onderdeel van het natuurgebied. Het gebied behoort tot de oudste bossen van de Utrechtse Heuvelrug. In de negentiende eeuw werd er veel productiebos aangeplant. Dit naaldbos is in de loop der tijd door spontane groei van eiken, berken en beuken een gemengd bos geworden.
Er zijn in het gebied grote hoogteverschillen met steile hellingen. De flanken van de Amerongse Berg, met 69 meter boven NAP het hoogste punt van de heuvelrug, liggen in de boswachterij. Het rond 1790 naar Frans voorbeeld aangelegde sterrenbos had oorspronkelijk de vorm van een wagenwiel met acht spaken. De solitaire eik in het centrum dateert uit die tijd. In 2004 is het douglasbos binnen de cirkel gekapt en werd de spaakstructuur van beukenlanen hersteld. De centrale as van het bos ligt op 64 meter hoogte.
Het dichtst bij de plaats Amerongen gelegen zuidwestelijke gedeelte van het Amerongsche Bosch is in bezit van Het Utrechts Landschap. Dit natuurgebied wordt Amerongse Bos genoemd.